# Kampfeldsiedlung
Die Kampfeldsiedlung ist eine Siedlung in Krumau am Kamp.

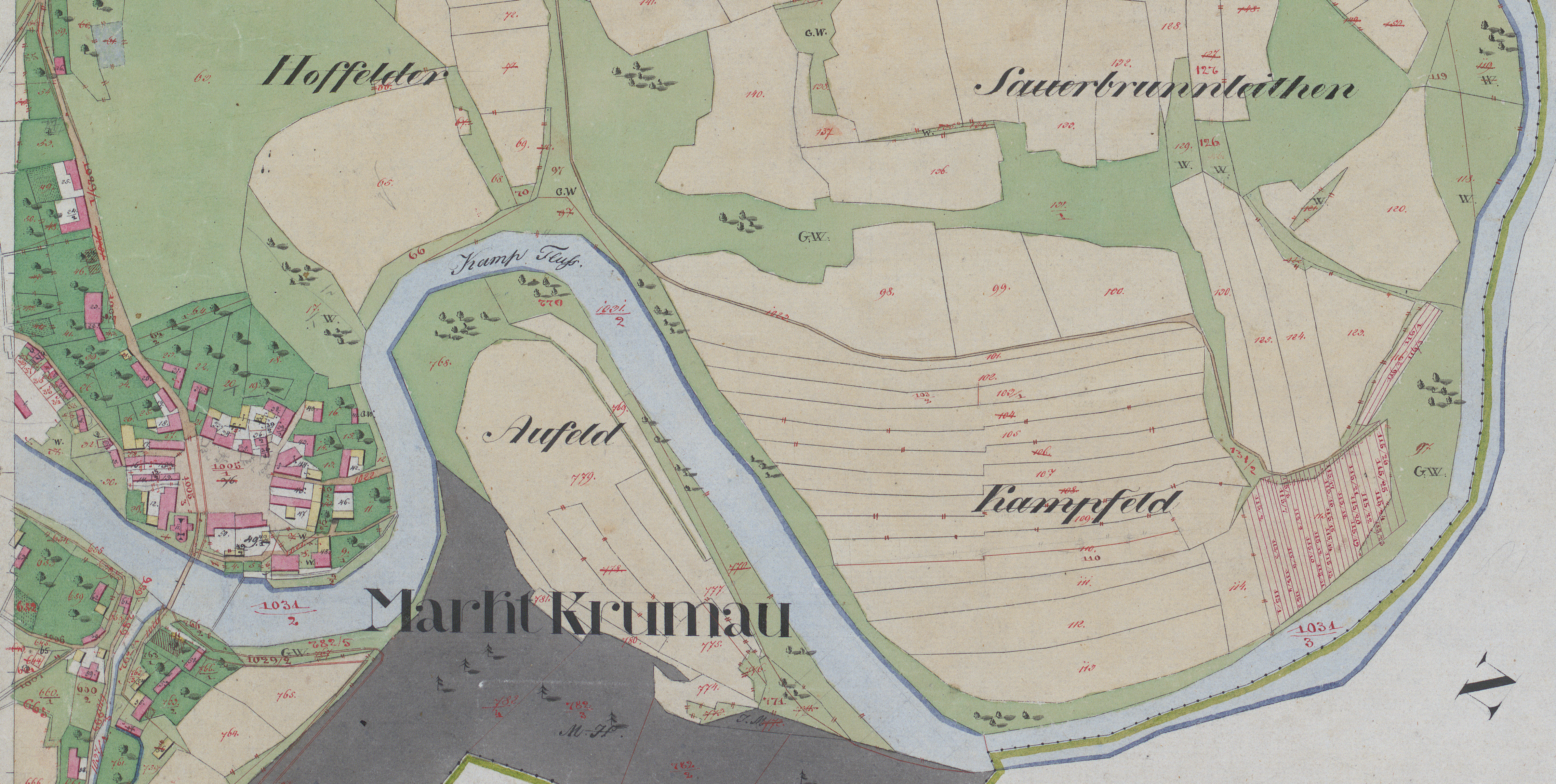
Kampfeld als noch unbesiedelte, landwirtschaftlich genutzte Fläche östlich des Ortskerns auf einer historischen Karte der Franziszeischen Landesaufnahme

Die Siedlung liegt östlich von Krumau am sogenannten Kampfeld, einer Landzunge an der Wurzel des Thurnberger Stausees. Der Name leitet sich vom Kamp ab, der den Stausee speist. Die Siedlung besteht in diesem Bereich aus den Blöcken I bis IV, die zugleich die zeitliche Abfolge der Erschließung darstellen. Der erste Block wurde in den späten 1950er-Jahren am Hoffeld errichtet, nachdem die Arbeiten am Stausee abgeschlossen waren, der letzte Block am Kampfeld wurde in den 1990ern geplant und ausgeführt. Nach der Seesiedlung Idolsberg, der Seesiedlung Preinreichs und der Schattauer Siedlung ist sie damit die letzte der vier Siedlungen am Stausee. Erreichbar ist die Kampfeldsiedlung über eine Zufahrtsstraße nördlich von Krumau.